# 油溪站
油溪站是一个成渝线上的铁路车站，位于重庆市江津区油溪镇，建于1952年，目前为四等站，邮政编码为402285。目前客运：办理旅客乘降；行李、包裹托运；货运：办理整车货物发到；不办理整车爆炸品及整车一级氧化剂发到。